# Carlos Germán Mesa Ruiz
Carlos Germán Mesa Ruiz (n. Duitama, Boyacá, Colombia, 4 de septiembre de 1943) es un obispo católico, filósofo teólogo y profesor colombiano. Desde el día 17 de abril de 2010, es el Obispo de Socorro y San Gil.

## Biografía
Nacido en el municipio colombiano de Duitama del Departamento de Boyacá, el día 4 de septiembre de 1943.
Hizo sus estudios primarios en su pueblo natal y los secundarios en el Seminario Menor de la arquidiócesis de Tunja. También cursó Filosofía y Teología en el Seminario Mayor y luego marchó hacia Italia para perfeccionar sus estudios durante una temporada en la Academia Pontificia Alfonsiana de Roma.
Cuando regresó a Colombia, completó su formación en la Fundación Universitaria Juan De Castellanos y finalmente el 11 de noviembre de 1967 fue ordenado sacerdote para el episcopado de Tunja, por el entonces arzobispo metropolitano "monseñor" Ángel María Ocampo Berrío.
Tras su ordenación inició su ministerio como vicario parroquial en Moniquirá, hasta 1969 que fue párroco de Togüí y Cucaita.
En 1974 hizo un paréntesis en su pastorado, para volver a Roma y obtener una Licenciatura en Teología moral.
Y en 1976 pasó a ser profesor de música del seminario mayor, del cual posteriormente fue elegido como Ecónomo y en 1998 como Rector.

## Episcopado
El 20 de marzo de 2003 ascendió al episcopado, cuando el Papa Juan Pablo II lo nombró Obispo de la diócesis de Arauca, en sucesión de "monseñor" Rafael Arcadio Bernal Supelano que fue destinado al obispado de Líbano-Honda.
Recibió la consagración episcopal el 26 de abril del mismo año, durante una eucaristía presidida por su principal consagrante: el cardenal y entonces nuncio apostólico en país "monseñor" Beniamino Stella; y por sus co-consagrantes: el arzobispo metropolitano y presidente de la Conferencia Episcopal de Colombia "monseñor" Luis Augusto Castro Quiroga y el ordinario militar emérito "monseñor" Álvaro Raúl Jarro tobos.
Actualmente desde el 2 de febrero de 2010, tras haber sido nombrado por Benedicto XVI, es el nuevo Obispo de la diócesis de Socorro y San Gil, sustituyendo a "monseñor" Ismael Rueda Sierra que ha sido designado como Arzobispo metropolitano de Bucaramanga.
Tomó posesión oficial de este cargo, el día 17 de abril del mismo año.